# 1635
Реформація •  Епоха великих географічних відкриттів •  Ганза •  Нідерландська революція •  Річ Посполита •  Запорозька Січ

## Геополітична ситуація
Османську імперію очолює Мурад IV (до 1640). Під владою османського султана перебувають Близький Схід та Єгипет, Середземноморське узбережжя Північної Африки, частина Закавказзя, значні території в Європі: Греція, Болгарія і Сербія. Васалами османів є Волощина та Молдова.
Священна Римська імперія — наймогутніша держава Європи. Її територія охоплює, крім німецьких земель, Угорщину з Хорватією, Богемію, Північну Італію. Її імператором є Фердинанд II з родини Габсбургів (до 1637). Фердинанд III Габсбург — король Угорщини. На території імперії триває Тридцятирічна війна.
Габсбург Філіп IV Великий є королем Іспанії (до 1665) та Португалії. Йому належать Іспанські Нідерланди, південь Італії, Нова Іспанія, Нова Гранада та Нова Кастилія в Америці, Філіппіни. Португалія, попри правління іспанського короля, залишається незалежною. Вона має володіння в Бразилії, в Африці, в Індії, на Цейлоні, в Індійському океані й Індонезії.
Північ Нідерландів займає Республіка Об'єднаних провінцій. Король Франції — Людовик XIII Справедливий (до 1643). Королем Англії є Карл I (до 1640). Король Данії та Норвегії — Кристіан IV Данський (до 1648), королева Швеції — Христина I (до 1654). На Апеннінському півострові незалежні Венеціанська республіка та Папська область.
Королем Речі Посполитої, якій належать українські землі, є Владислав IV Ваза (до 1648). На півдні України існує Запорозька Січ.
Царем Московії є Михайло Романов (до 1645). Існують Кримське ханство, Ногайська орда.
В Ірані правлять Сефевіди.
Значними державами Індостану є Імперія Великих Моголів, Біджапурський султанат, султанат Голконда, Віджаянагара. У Китаї править династія Мін, маньчжури утворили династію Пізня Цзінь. У Японії триває період Едо.

## Події

### В Україні
- Гійом Левассер де Боплан збудував фортецю Кодак, яку одразу ж знищили козаки Івана Сулими.
- Страчено гетьмана нереєстрових козаків Івана Сулиму.

### У світі
- Тридцятирічна війна:
  - У травні Франція оголосила війну Іспанії.
  - 30 травня підписано Празький мир між імператором Фердинандом II Габсбургом та протестантськими князями Німеччини, чим завершилася релігійна внутрішньонімецька стадія війни.
- Французькі та нідерландські війська взяли в облогу Левен, але відійшли після наступу Октавіо Пікколоміні.
- Триває війна між Османською імперією та Сефевідською Персією. Війська султана Мурада IV провели успішний наступ в Закавказзі, взяли в облогу Єреван, захопили і пограбували Тебриз, але до кінця року повернулися в Стамбул.
- 9 жовтня суд колонії Массачусетс постановив вислати за межі колонії релігійного дисидента Роджера Вільямса.
- На Карибських островах засновано французьку колонію Гваделупа, Мартиніка. Франція оголосила протектрорат над Домінікою.
- У Японії третім едиктом сакоку купцям заборонено покидати країну. У ній встановлено систему регулярної військової служби санкін котай.
- Перша згадка про Мічурінськ.

## Наука та культура
- Засновано Французьку академію.
- У Трнаві засновано університет, який згодом став Будапештським університетом.

## Народились
Дивись також Категорія:Народились 1635
- 18 липня — Роберт Гук, англійський природодослідник, батько фізики

## Померли
Див. також Категорія:Померли 1635
- 27 серпня — Помер іспанський драматург Лопе де Вега